# 杜邦自行车赛
杜邦自行车赛（英語：Tour DuPont）是在美国东岸进行的多日公路自行车赛。最初名为特朗普自行车赛（英語：Tour de Trump），由唐纳德·特朗普于1989年赞助创办。1991年起转由杜邦公司赞助并改名。1996年后，杜邦撤出赞助，比赛自此停办。

## 沿革

### 特朗普自行车赛
1987年，CBS体育记者报道环法自行车赛回国后，向电视台提议也在美国举办类似的赛事，CBS体育台里的解说员比利·帕克（Billy Packer）前去新泽西州大西洋城各赌场游说，最终通过赌场管理联系到唐纳德·特朗普。特朗普爽快地答应了赞助事宜，并以自己的名字冠名赛事。
首届比赛于1989年5月举办，从纽约州奥尔巴尼发车，经历10个赛段，在大西洋城的特朗普广场结束。特朗普开出了多达25万美元的总奖金，以至于欧洲前三的职业队里有两支放弃了时间冲突的环西自行车赛而来美国参加这项新赛事。
第二届比赛从杜邦总部所在地特拉华州威尔明顿发车，历经11天穿越6个州，最终在波士顿结束。
1990年，特朗普在婚姻和商业上陷入困境后撤出赞助。1991年后由杜邦接手赞助，总奖金仍保持25万美元。

### 杜邦自行车赛
赛事在杜邦接手后继续进行。1994—1995年成为为國際自行車聯盟（UCI）2.2级赛事。1996年升级为國際自行車聯盟2.1级赛事，成为欧洲之外的最高级别赛事。1996年赛事从特拉华州威尔明顿出发，在同年夏季奥运会举办地亚特兰大市郊的玛丽埃塔结束，总奖金达26万美元，并首次排除业余车手参赛。
1996年底，杜邦公司撤出赞助，赛事自此停办。在停办前为北美顶级公路自行车赛事，亦是全球奖金第三高的公路自行车赛事。

## 历届总冠军
| 年份 | 总冠军                          | 车队                      |
| ---- | ------------------------------- | ------------------------- |
| 1989 | 达格·奥托·劳里岑（挪威）        | 7-Eleven                  |
| 1990 | 劳尔·阿尔卡拉（墨西哥）         | PDM–Concorde–Ultima       |
| 1991 | 埃里克·布劳金克（荷兰）         | PDM–Concorde–Ultima       |
| 1992 | 格雷格·萊蒙德（美国）           | Z                         |
| 1993 | 劳尔·阿尔卡拉（墨西哥）         | WordPerfect–Colnago–Decca |
| 1994 | 维亚切斯拉夫·埃基莫夫（俄罗斯） | WordPerfect–Colnago–Decca |
| 1995 | 兰斯·阿姆斯特朗（美国）         | Motorola                  |
| 1996 | 兰斯·阿姆斯特朗（美国）         | Motorola                  |